# Sara Cetinja
Sara Cetinja (Novi Sad, 16 aprile 2000) è una calciatrice serba, portiere della Fiorentina e della nazionale serba.

## Carriera

### Club
Cetinja si avvicina al calcio fin da giovanissima, iniziando la carriera nelle giovanili del Prof. Bolesnikov, club della sua città natale, Novi Sad, rimanendovi dal 2007 all'inizio del 2014.
Il 12 febbraio 2014 si trasferisce allo Spartak Subotica, firmando il suo primo contratto con il club campione in carica del campionato serbo. Per la prima stagione e mezza rimane ancora a disposizione della squadra giovanile venendo aggregata alla prima squadra dalla stagione 2015-2016, esordendo in Superliga, livello di vertice del campionato nazionale di categoria, il 31 agosto 2015, alla 3ª giornata di campionato nella vittoria per 3-0 esterna con il Vojvodina. Con il club di Subotica rimane tre stagioni, conquistando i suoi primi trofei, quello di Campione di Serbia per tre stagioni di seguito al quale si aggiunge la Coppa di Serbia 2016-2017.
Durante la sessione estiva di calciomercato 2018 si accasa alla Stella Rossa per rimanervi due stagioni, giocando in questo periodo anche la finale, poi persa per 3-1 con la sua vecchia squadra, lo Spartak Subotica, della Coppa di Serbia 2018-2019.
Nell'ottobre 2020 Cetinja coglie la sua prima occasione di disputare un campionato estero, trasferendosi in Francia, al Nancy, per giocare nel gruppo A della Division 2 Féminine, secondo livello del campionato francese, come vice della svizzera Laura Droz. La sua esperienza in Francia è tuttavia di breve durata, solo due presenze, in quanto, come misura per contenere la pandemia di COVID-19, il campionato venne interrotto già alla 6ª giornata e mai più ripreso, con la squadra che in quel momento all'11º e penultimo posto decretandone così la retrocessione in Régional 1.
Il 27 luglio 2021 viene annunciato il suo trasferimento in Italia, al neopromosso Pomigliano, parte dei movimenti di mercato fatti dalla società per adeguare il suo organico alla prima esperienza in Serie A, livello di vertice del campionato italiano di categoria. Sotto la direzione tecnica di Manuela Tesse e Domenico Panico, che si alterneranno alla guida della squadra per la stagione 2021-2022, viene schierata portiere titolare preferendola a Federica Russo, che poi verrà rimpiazzata da Anna Buhigas durante la sessione invernale di calciomercato. A fine campionato matura 19 presenze, incassando 40 reti, esprimendo in alcuni casi anche intuizione nel parare rigori altrui come nel caso dell'incontro casalingo con la Juventus, finito 5-0 per le avversarie anche per un autogol ma dove nega la realizzazione dagli 11 metri sia a Martina Rosucci che ad Annahita Zamanian ma alla fine festeggiando la salvezza all'ultima giornata grazie alla vittoria in trasferta per 3-1 sul Napoli. Confermata anche per la stagione successiva, la prima da professionista, rimane portiere titolare anche con i vari allenatori che anche tra il 2022 e il 2023 si susseguono sulla panchina della società campana.
L'8 agosto 2023, Cetinja passa a titolo definitivo all'Inter, sempre in Serie A, con cui firma un contratto biennale. Lungo la stagione 2023-2024 si alterna con Francesca Durante fra i pali della formazione nerazzurra, con cui disputa 26 incontri fra campionato e coppa.
L'11 luglio 2024, Cetinja passa a titolo definitivo alla Lazio, neo-promossa in Serie A.
Il 15 luglio 2025, Cetinja passa a titolo definitivo alla Fiorentina, sempre nella massima serie italiana, in uno scambio che porta Margherita Monnecchi in biancoceleste.

### Nazionale
Cetinja inizia ad essere convocata dalla Federcalcio serba fin dai 14 anni d'età, inserita in rosa con la formazione Under-17 che affronta la fase élite di qualificazione all'Europeo di Islanda 2015, inizialmente come vice di Tanja Djapić ma venendo impiegata da titolare nell'ultimo incontro del gruppo 1 nella vittoria per 2-0, ininfluente per l'accesso alla fase finale, con le pari età della Turchia. Sempre come riserva di Djapić, Cetinja continua ad essere inserita in rosa con la U17 anche per le successive qualificazioni all'Europeo di Bielorussia 2016, condividendo con le compagne l'accesso alla fase finale per la prima volta della giovanile serba. Confermata nella rosa in partenza per la Bielorussia segue, senza mai essere impiegata, la sorte della sua squadra nel gruppo A che, con due sconfitte su tre incontri, viene eliminata dal torneo già alla fase a gironi. La sua ancora giovane età le consente di essere nuovamente selezionata anche per le qualificazioni all'Europeo di Repubblica Ceca 2017, scendendo in campo da titolare in tutti i sei incontri delle due fasi di qualificazione senza però che la Serbia riuscisse a replicare la qualificazione della precedente edizione.
Sempre del 2017 è la sua prima convocazione in Under-19, chiamata per difendere i pali della sua nazionale durante le qualificazioni all'Europeo di Svizzera 2018 e dove scende in campo in tutti i sei incontri disputati dalla Serbia senza che però la sua nazionale riuscisse ad accedere alla fase finale. Rimasta in quota anche per l'edizione successiva, Cetinja matura cinque presenze nei sei incontri disputati dalla Serbia nelle qualificazioni all'Europeo di Scozia 2019, nuovamente con la sua nazionale incapace di qualificarsi per la fase finale.
Cetinja fa la sua prima apparizione con la nazionale maggiore il 17 giugno 2019, chiamata dall'allora commissario tecnico Predrag Grozdanović per l'amichevole vinta 3-2 sulla Romania sul campo della sede centrale della Federcalcio serba a Stara Pazova, rimanendo comunque inutilizzata.
Per il suo debutto deve attendere l'ottobre 2021 quando Grozdanović, costretto a schierare una formazione falcidiata da infortuni e giocatrici positive al COVID-19, le affida la difesa della porta da titolare nell'incontro, valido per le qualificazioni, del gruppo H della zona UEFA, al Mondiale di Australia e Nuova Zelanda 2023, perso 2-1 con il Portogallo allo Estádio do Bonfim di Setúbal.

## Statistiche

### Presenze e reti nei club
Statistiche parziali aggiornate al 28 aprile 2025.
| Stagione          | Squadra           | Campionato        | Campionato | Campionato | Coppe nazionali | Coppe nazionali | Coppe nazionali | Coppe internazionali | Coppe internazionali | Coppe internazionali | Altre coppe | Altre coppe | Altre coppe | Totale | Totale |
| Stagione          | Squadra           | Comp              | Pres       | Reti       | Comp            | Pres            | Reti            | Comp                 | Pres                 | Reti                 | Comp        | Pres        | Reti        | Pres   | Reti   |
| ----------------- | ----------------- | ----------------- | ---------- | ---------- | --------------- | --------------- | --------------- | -------------------- | -------------------- | -------------------- | ----------- | ----------- | ----------- | ------ | ------ |
| 2020-2021         | Nancy             | D2                | 2          | -1         | CF              | -               | -               | -                    | -                    | -                    | -           | -           | -           | 2      | -1     |
| 2021-2022         | Pomigliano        | A                 | 19         | -40        | CI              | 0               | 0               | -                    | -                    | -                    | -           | -           | -           | 19     | -40    |
| 2022-2023         | Pomigliano        | A                 | 26+2       | -49-1      | CI              | 0               | 0               | -                    | -                    | -                    | -           | -           | -           | 28     | -50    |
| Totale Pomigliano | Totale Pomigliano | Totale Pomigliano | 47         | -90        | -               | 0               | 0               | -                    | -                    | -                    | -           | -           | -           | 47     | -90    |
| 2023-2024         | Inter             | A                 | 23         | -38        | CI              | 3               | -3              | -                    | -                    | -                    | -           | -           | -           | 26     | -41    |
| 2024-2025         | Lazio             | A                 | 24         | -27        | CI              | -               | -               | -                    | -                    | -                    | -           | -           | -           | 24     | -27    |
| 2025-2026         | Fiorentina        | A                 | 0          | 0          | CI              | 0               | 0               |                      | -                    | -                    | AWC         | -           | -           | 0      | 0      |
| Totale carriera   | Totale carriera   | Totale carriera   | 96         | -154       | -               | 3               | -3              | -                    | -                    | -                    | -           | -           | -           | 99     | -157   |

### Cronologia presenze e reti in nazionale
| Cronologia completa delle presenze e delle reti in nazionale ― Serbia | Cronologia completa delle presenze e delle reti in nazionale ― Serbia | Cronologia completa delle presenze e delle reti in nazionale ― Serbia | Cronologia completa delle presenze e delle reti in nazionale ― Serbia | Cronologia completa delle presenze e delle reti in nazionale ― Serbia | Cronologia completa delle presenze e delle reti in nazionale ― Serbia | Cronologia completa delle presenze e delle reti in nazionale ― Serbia | Cronologia completa delle presenze e delle reti in nazionale ― Serbia |
| Data                                                                  | Città                                                                 | In casa                                                               | Risultato                                                             | Ospiti                                                                | Competizione                                                          | Reti                                                                  | Note                                                                  |
| --------------------------------------------------------------------- | --------------------------------------------------------------------- | --------------------------------------------------------------------- | --------------------------------------------------------------------- | --------------------------------------------------------------------- | --------------------------------------------------------------------- | --------------------------------------------------------------------- | --------------------------------------------------------------------- |
| 17-6-2019                                                             | Stara Pazova                                                          | Serbia                                                                | 3 – 2                                                                 | Romania                                                               | Amichevole                                                            | -2                                                                    |                                                                       |
| 21-10-2021                                                            | Setúbal                                                               | Portogallo                                                            | 2 – 1                                                                 | Serbia                                                                | Qual. Mondiali 2023                                                   | -2                                                                    |                                                                       |
| 26-10-2021                                                            | Gornji Milanovac                                                      | Serbia                                                                | 2 – 0                                                                 | Turchia                                                               | Qual. Mondiali 2023                                                   | -                                                                     |                                                                       |
| 10-4-2023                                                             | Stara Pazova                                                          | Serbia                                                                | 3 – 2                                                                 | Sudafrica                                                             | Amichevole                                                            | -1                                                                    | 78’                                                                   |
| 27-10-2023                                                            | Tychy                                                                 | Polonia                                                               | 2 – 1                                                                 | Serbia                                                                | UEFA Women's Nations League 2023-2024                                 | -1                                                                    |                                                                       |
| 5-4-2024                                                              | Leskovac                                                              | Serbia                                                                | 0 – 0                                                                 | Scozia                                                                | Qual. Euro 2025                                                       | -                                                                     | 70’                                                                   |
| Totale                                                                |                                                                       | Presenze                                                              | 6                                                                     |                                                                       | Reti                                                                  | -6                                                                    |                                                                       |

## Palmarès

### Club
- Campionato serbo: 3

Spartak Subotica: 2015-2016, 2016-2017, 2017-2018
- Coppa di Serbia femminile: 1

Spartak Subotica: 2016-2017